# Црква Рођења Пресвете Богородице у Поповцу
Црква Рођења Пресвете Богородице у Поповцу, насељеном месту на територији општине Параћин, припада Епархији браничевској Српске православне цркве.